# فابين أودارد

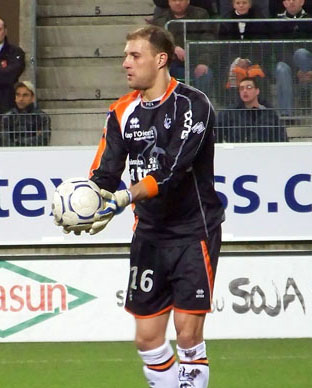

فابين أودارد (بالفرنسية: Fabien Audard)‏ (مواليد 28 مارس 1978 في تولوز - فرنسا) لاعب كرة قدم فرنسي يلعب حاليا لصالح نادي الدرجة الأولى لوريان الفرنسي منذ 2002 في مركز حارس مرمى .

## روابط خارجية
- فابين أودارد على موقع رابطة كرة القدم الفرنسية للمحترفين (الإنجليزية)
- فابين أودارد على موقع قاعدة بيانات كرة القدم.إي يو (الإنجليزية)
- فابين أودارد على موقع ليكيب (الفرنسية)
- فابين أودارد على موقع Soccerway.com (الإنجليزية)
- فابين أودارد على موقع كووورة
- فابين أودارد على موقع AS.com (الإسبانية)